# Strzelce Krajeńskie Osiedle
Strzelce Krajeńskie Osiedle – nieczynny przystanek kolejowy w Strzelcach Krajeńskich, w województwie lubuskim, w Polsce.